# 吉林将军

吉林将军辖区（1820年）

吉林将军（穆麟德轉寫：girin i jiyanggiyūn），全称镇守吉林乌拉等处地方将军，是清代駐防將軍之一。
顺治初年，清廷添设宁古塔昂邦章京，康熙元年升为宁古塔将军，是为吉林将军的前身，盛京和宁古塔的两位昂邦章京同为清初镇守东北地区的最高军政长官。直至将军移驻吉林乌拉城后始改名吉林将军。
前身宁古塔昂邦章京官階初為正一品。乾隆年间，降吉林将军为从一品武职。此时，吉林将军辖区已称为吉林省:19。光緒三十三年（1907年），清政府行東北新政，吉林省正式建省，裁撤吉林將軍，改署吉林巡撫。历史上吉林將軍一職都由清朝宗室、旗人擔任。

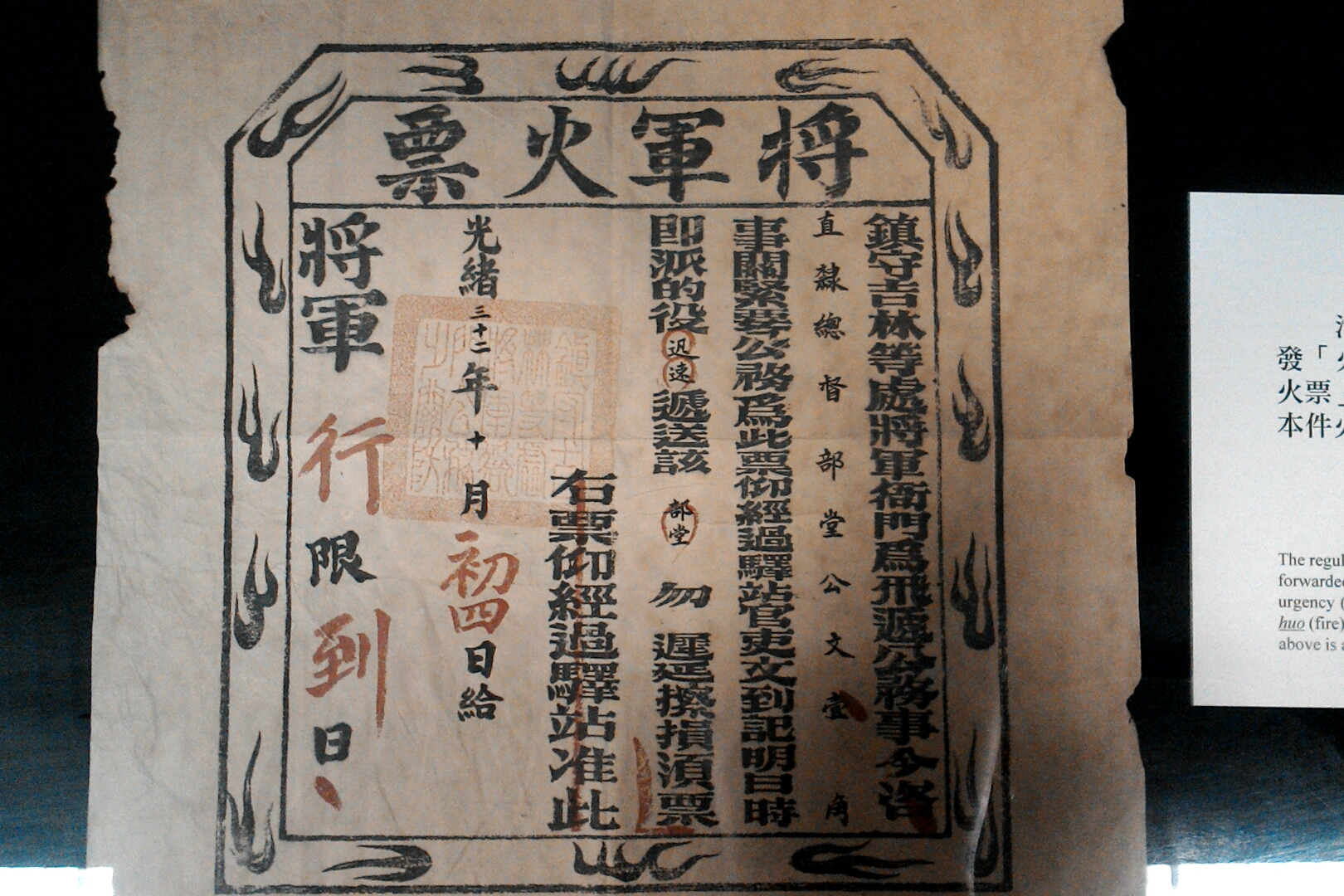
鎮守吉林等處將軍使用的「火票」（公文凭证），光緒三十二年（1906年）十月初四。

## 沿革
清军入关时设盛京昂邦章京镇守东北， 後因只设盛京昂邦章京一员难以顾及东北的广大地区， 最早在顺治十年（1653年），朝廷始置宁古塔昂邦章京二人。康熙元年（1662年）改宁古塔昂邦章京为镇守宁古塔等处将军，只设一人。康熙十五年（1677年），其治所徙至吉林。吉林乌拉原名「船厂」，以顺治十五年（1658年）防俄罗斯造船于此而得名，移驻将军后始改名吉林乌拉。乾隆二十二年（1757年），正式更名为吉林将军。直到光绪三十三年（1907年），吉林将军裁撤，改置吉林巡抚，辖区为吉林省。

## 将军衙门
吉林将军除了管理軍政、旗務以外，還兼管地方民政、民刑等事宜。设有印务处，以及户、兵、刑、工等司属机构。

## 辖区
吉林驻防将军下设宁古塔副都统、伯都讷副都统、三姓副都统、吉林副都统、阿勒楚喀副都统、以及非常设的拉林副都统以及珲春副都统。下设协领二十三人、参领一人、佐领百三十七人、防御八十一人、骁骑校一百四十一人。直至宣统元年（1909年）裁撤驻旗缺改制。咸丰二年（1852年）设水师营总管一人，光绪十四年（1888年）增置一人，宣统二年（1911年）裁撤。
雍正年间，官方文件已提及东三省一名。到乾隆年间，吉林将军辖区已被称为吉林省。如盛京将军福康安奏折：“盛京户部每年所领东三省俸饷，除本省按季给发外，其吉林、黑龙江路远[……]再打牲乌拉总管事务现归吉林将军统辖，其俸饷银两亦请归吉林省领放。”光绪三十三年（1907年），东三省各省正式建省。吉林省正式成立:19。
| 吉林将军行政区划图（1820年）                                             |
| 三姓副都统 ① ①：伯都讷副都统 吉林副都统 宁古塔副都统 ② ②：阿勒楚喀副都统 |

## 历任吉林将军

### 乾隆朝
| 名字   | 任命時間                 | 卸任時間             | 卸任原因         | 備註                                             |
|        |                          |                      |                  | 宁古塔昂邦章京、宁古塔将军时期历任资料空缺，待补 |
| 博第   | 乾隆八年九月             | 乾隆九年三月         | 调往西安         | 满洲正蓝旗                                       |
| 巴灵阿 | 乾隆九年三月             | 乾隆十一年八月       | 内召             | 满洲正黄旗                                       |
| 阿兰泰 | 乾隆十一年八月           | 乾隆十三年           | 调往盛京         | 蒙古正白旗                                       |
| 索拜   | 乾隆十三年四月           | 乾隆十三年闰七月     | 授直隶提督       | 满洲                                             |
| 永兴   | 乾隆十三年闰七月         | 乾隆十四年十二月     | 授湖广提督       | 宗室                                             |
| 新柱   | 乾隆十四年十二月         | 乾隆十五年五月       | 内召             | 满洲镶黄旗                                       |
| 卓鼐   | 乾隆十五年五月           | 乾隆十六年四月       | 调杭州           | 满洲正蓝旗                                       |
| 傅森   | 乾隆十六年四月           | 乾隆二十年十二月     | 调镶白旗蒙古都统 | 满洲镶黄旗                                       |
| 额勒登 | 乾隆二十年十二月         | 乾隆二十二年八月     | 卒于任上         | 满洲正红旗                                       |
| 萨刺善 | 乾隆二十二年             | 乾隆二十五年十月     | 革职             | 满洲正白旗                                       |
| 恒禄   | 乾隆二十五年十月         | 乾隆三十四年正月     | 调盛京           | 满洲镶蓝旗                                       |
| 傅良   | 乾隆三十四年正月         | 乾隆三十五年四月     | 调正蓝旗汉军都统 | 满洲镶黄旗                                       |
| 富椿   | 乾隆三十五年四月         | 乾隆四十二年六月     | 调杭州           | 满洲镶红旗                                       |
| 福康安 | 乾隆四十二年六月         | 乾隆四十三年十一月   | 调盛京           | 满洲镶黄旗                                       |
| 和隆武 | 乾隆四十三年十一月       | 乾隆四十七年八月     | 卒于任上         | 满洲正黄旗                                       |
| 永玮   | 乾隆四十七年八月         | 同年九月             | 调盛京           | 宗室                                             |
| 庆桂   | 乾隆四十七年九月         | 乾隆四十九年三月     | 调福州           | 宗室                                             |
| 都尔嘉 | 乾隆四十九年三月         | 乾隆五十三年十月     | 调盛京           | 满洲正白旗                                       |
| 恒秀   | 乾隆五十三年十月癸卯     | 乾隆五十四年四月壬子 | 迁西安将军       | 宗室                                             |
| 琳宁   | 乾隆五十四年四月壬子     | 乾隆五十六年九月庚辰 | 迁盛京将军       | 宗室                                             |
| 恒秀   | 乾隆五十六年九月庚辰再任 | 乾隆五十九年正月乙卯 | 革               | 宗室                                             |
| 宝琳   | 乾隆五十九年正月乙卯     | 乾隆五十九年九月丁酉 | 卒               | 满洲正黄旗                                       |
| 秀林   | 乾隆五十九年九月丁酉     | 嘉庆八年五月癸丑     | 调江宁将军       | 满洲镶白旗                                       |

### 嘉庆朝
| 名字   | 任命時間               | 類別 | 卸任時間               | 備註       |
| ------ | ---------------------- | ---- | ---------------------- | ---------- |
| 秀林   | 乾隆五十九年九月十三日 | 任   | 嘉慶八年五月廿日       | 調江寧將軍 |
| 富俊   | 嘉慶八年五月廿日       | 任   | 嘉慶八年八月廿日       | 調盛京將軍 |
| 秀林   | 嘉慶八年八月廿日       | 調   | 嘉慶十四年十二月十六日 | 調工部尚書 |
| 賽沖阿 | 嘉慶十四年十二月十六日 | 調   | 嘉慶十八年四月一日     | 調成都將軍 |
| 喜明   | 嘉慶十八年四月一日     | 任   | 嘉慶十九年二月廿日     | 緣事降     |
| 富俊   | 嘉慶十九年二月廿日     | 調   | 嘉慶廿二年二月九日     | 調盛京將軍 |
| 松寧   | 嘉慶廿二年二月九日     | 任   | 嘉慶廿三年九月廿二日   | 調熱河都統 |

### 道光、咸丰朝
| 名字     | 任命時間               | 類別 | 卸任時間               | 備註                                                           |
| -------- | ---------------------- | ---- | ---------------------- | -------------------------------------------------------------- |
| 富俊     | 嘉慶廿三年九月廿二日   | 調   | 道光二年六月廿七日     | 調理藩院尚書                                                   |
| 松箖     | 道光二年六月廿七日     | 調   | 道光三年九月日卒       | 離職根據吉林通志卷61頁3、傳稿                                  |
| 松筠     | 道光三年九月廿七日     | 任   | 道光四年二月三日       | 不勝將軍之任調左都御史                                         |
| 富俊     | 道光四年二月三日       | 任   | 道光七年七月十六日     | 調協辦大學士到京供職                                           |
| 博啟圖   | 道光七年七月十六日     | 任   | 道光九年二月卅日       | 命到京                                                         |
| 瑚松額   | 道光九年二月卅日       | 調   | 道光十年二月六日       | 丁憂                                                           |
| 倭楞泰   | 道光十年二月六日       | 護   |                        |                                                                |
| 瑚松額   | 道光十年三月十六日     |      |                        | 調盛京將軍                                                     |
| 福克精阿 | 道光十年三月十六日     | 任   | 道光十一年九月十五日   | 緣事革職                                                       |
| 寶興     | 道光十一年九月十五日   | 任   | 道光十三年四月八日     | 調盛京將軍，由吏左遷，未到任前，以欽差工部尚書富俊署理         |
| 保昌     | 道光十三年四月八日     | 任   | 道光十五年正月廿六日   | 調黑龍江將軍                                                   |
| 蘇清阿   | 道光十五年正月廿六日   | 任   | 道光十五年二月廿九日   | 卒，實二月一日卒（傳包)                                        |
| 保昌     | 道光十五年二月廿九日   | 調   | 道光十五年閏六月九日   | 調烏里雅蘇臺將軍                                               |
| 祥康     | 道光十五年閏六月九日   | 調   | 道光十五年十二月廿一日 | 緣事降調                                                       |
| 樂善     | 道光十五年十二月廿一日 | 調   | 道光十六年四月廿二日   | 命留京，由福州將軍遷                                           |
| 祥康     | 道光十六年四月廿二日   | 署   |                        |                                                                |
| 祥康     | 道光十七年正月廿八日   | 任   |                        | 實授                                                           |
| 祿普     | 道光廿年四月九日       | 署   | 道光廿年九月十五日     | 調西安將軍                                                     |
| 祥康     | 道光廿年四月九日       |      |                        | 緣事到京聽候部議                                               |
| 經額布   | 道光廿年四月九日       | 調   | 道光廿八年十二月廿五日 | 緣事降調，由成都將軍遷，後以在十六至十九年山東巡撫任內有失降調 |
| 果升阿   | 道光廿年九月十五日     | 暫署 | 吉林副都統             |                                                                |
| 惟勤     | 道光廿年九月十八日     | 署   | 道光廿二年正月十八日   | 卸署，盛京戶部侍郎，離職根據道光廿二年二月月摺檔               |
| 倭什訥   | 道光廿八年十二月廿五日 | 調   | 道光卅年五月廿二日     | 調成都將軍                                                     |
| 固慶     | 道光卅年五月廿三日     | 任   | 咸豐三年正月廿日       | 緣事開缺到京聽候部議，正月廿七日革職                           |
| 景淳     | 咸豐三年正月廿日       | 任   | 咸豐八年二月十五日     | 查辦邊界事件，十一年九月更名景綸                               |
| 承志     | 咸豐八年二月十五日     | 署   |                        |                                                                |
| 景綸     | 同治三年十一月廿二日   |      |                        | 緣事革職                                                       |

### 同治朝
| 名字   | 任命時間             | 類別 | 卸任時間             | 備註             |
| ------ | -------------------- | ---- | -------------------- | ---------------- |
| 皁保   | 同治三年十一月廿二日 | 署   | 同治四年閏五月廿六日 | 查辦喀爾喀爭界案 |
| 恩合   | 同治四年閏五月廿六日 | 任   | 同治四年七月廿七日   | 調署盛京將軍     |
| 皁保   | 同治四年七月廿七日   | 暫署 |                      |                  |
| 德英   | 同治四年九月十五日   | 署   | 同治五年二月廿二日   | 丁憂             |
| 富明阿 | 同治五年二月廿二日   | 任   | 同治九年九月廿一日   | 因病開缺         |

### 光绪朝
| 名字         | 任命時間             | 類別 | 卸任時間             | 備註                                         |
| ------------ | -------------------- | ---- | -------------------- | -------------------------------------------- |
| 奕榕         | 同治九年九月廿二日   | 署   | 光緒元年六月三日     | 緣事革職                                     |
| 穆圖善       | 光緒元年六月三日     | 署   | 光緒二年四月十九日   | 同上，離職根據光宣兩朝上諭檔（二)，頁134     |
| 古尼音布     | 光緒二年四月十九日   | 署   | 光緒三年四月十九日   | 回錦州副都統本任                             |
| 銘安         | 光緒三年四月十九日   | 署   | 光緒四年十月廿二日   | 赴黑龍江查辦教案                             |
| 崇綺         | 光緒四年十月廿二日   | 暫署 |                      |                                              |
| 銘安         | 光緒五年五月廿九日   | 任   | 光緒九年二月廿四日   | 因病解職，實授                               |
| 希元         | 光緒九年二月廿四日   | 調   | 光緒十四年四月廿八日 | 調福州將軍，由江寧將軍遷，未到任前，以玉亮署 |
| 長順         | 光緒十四年四月廿八日 | 任   | 光緒十九年二月廿日   | 請假省墓                                     |
| 沙克都林扎布 | 光緒十九年二月廿日   | 暫護 |                      |                                              |
| 長順         | 光緒廿年九月廿九日   |      |                      | 出師奉天                                     |
| 恩澤         | 光緒廿年九月卅日     | 署   | 光緒廿一年十月日卸署 | 任、離職皆根據清史稿                         |
| 長順         | 光緒廿一年十月日     | 回任 | 光緒廿二年四月五日   | 因病開缺，任職根據清史稿                     |
| 延茂         | 光緒廿二年四月七日   | 署   |                      |                                              |
| 延茂         | 光緒廿四年五月五日   | 任   | 光緒廿五年七月廿七日 | 開缺到京，實授                               |
| 長順         | 光緒廿五年七月廿七日 | 任   | 光緒卅年正月十四日   | 卒                                           |
| 富順         | 光緒卅年正月十四日   | 署   | 光緒卅一年七月廿四日 | 命到京                                       |
| 達桂         | 光緒卅一年七月廿四日 | 署   | 光緒卅二年二月十四日 | 丁憂                                         |
| 成勳         | 光緒卅二年二月十四日 | 暫署 |                      |                                              |
| 達桂         | 光緒卅三年三月八日   |      |                      | 裁缺                                         |

## 文献
- 赵尔巽等. .   [2011-01-24]. （原始内容存档于2011-06-09）.